# Spolebach
Der Spolebach ist ein rund 12,1 km langer, linker bzw. nördlicher Zufluss des Eder-Zuflusses Elbe im nordhessischen Landkreis Kassel.

## Verlauf
Der gänzlich im Naturpark Habichtswald verlaufende Spolebach entspringt am Westrand des Habichtswälder Berglands in den Hinterhabichtswälder Kuppen. Seine Quelle befindet sich am Westfuß des 516,2 m ü. NHN hohen Wattenberges umgeben von Wald auf rund 365 m Höhe.
Anfangs fließt der Spolebach, den Wald sogleich verlassend, in den Ostwaldecker Randsenken durch landwirtschaftlich genutztes Gebiet in überwiegend südlicher Richtung nach und durch Balhorn (Gemeinde Bad Emstal), wonach er nordwestlich die Elberberger Höhen umkurvt. Dabei verläuft er, nach Kreuzen der Bahnstrecke Kassel–Naumburg, durch das seit 1985 bestehende und rund 12 ha große Naturschutzgebiet Hengstwiese bei Naumburg (CDDA-Nr. 163641).
Hiernach fließt der Spolebach nach Süden und mündet direkt nach Passieren der Wüstung Immenhausen zwischen der Kernstadt Naumburgs und dem Stadtteil Elbenberg auf etwa 258 m in Eder-Zufluss Elbe.

## Wasserscheide
Der Spolebach entspringt südlich der Diemel-Eder/Fulda/Weser-Wasserscheide. Während sich der in südliche Richtungen fließende Bach über die Elbe und die Eder in die Weser entwässert, nimmt der nordwestwärts fließende Limeckebach, der etwa 1,5 km nordnordwestlich vom Spolebachursprung bei Istha entspringt, einen kilometermäßig kürzeren Weg über das Mühlenwasser, die Erpe, die Twiste und die Diemel zur Weser.